# Aubrey Flegg
Aubrey Flegg, född i Dublin, är en irländsk författare.
Flegg är geolog och har medverkat vid geologiska undersökningar i Kenya och Irland men ägnar sig nu enbart åt skrivandet. Han skriver främst ungdomsböcker.